# Dekanat Mrągowo
Dekanat Mrągowo – jeden z 21 dekanatów w rzymskokatolickiej archidiecezji warmińskiej.

## Parafie
W skład dekanatu wchodzi 10 parafii:
- parafia bł. Teresy Ledóchowskiej – Grabowo
- parafia bł. Honorata Koźmińskiego – Mrągowo
- parafia Najświętszej Maryi Panny Saletyńskiej – Mrągowo
- parafia św. Ojca Pio z Pietrelciny – Mrągowo
- parafia św. Rafała Kalinowskiego – Mrągowo
- parafia św. Wojciecha Biskupa i Męczennika – Mrągowo
- parafia św. Józefa Rzemieślnika – Nawiady
- parafia Najświętszej Maryi Panny Różańcowej – Piecki
- parafia Świętego Krzyża – Szestno
- parafia św. Antoniego Padewskiego – Warpuny

## Historia
Do 15 września 2022 roku w skład dekanatu wchodziło 9 parafii:
- parafia św. Antoniego z Padwy – Florczaki
- parafia Matki Boskiej Częstochowskiej – Łukta
- parafia św. Jana Ewangelisty – Nowe Kawkowo
- parafia Narodzenia Najświętszej Maryi Panny – Skolity
- parafia św. Marii Magdaleny – Wrzesina

## Sąsiednie dekanaty
Morąg (diec. elbląska), Olsztyn III – Gutkowo, Ostróda – Wschód, Świątki